# Dreifaltigkeitskirche (Luxemburg-Stadt)

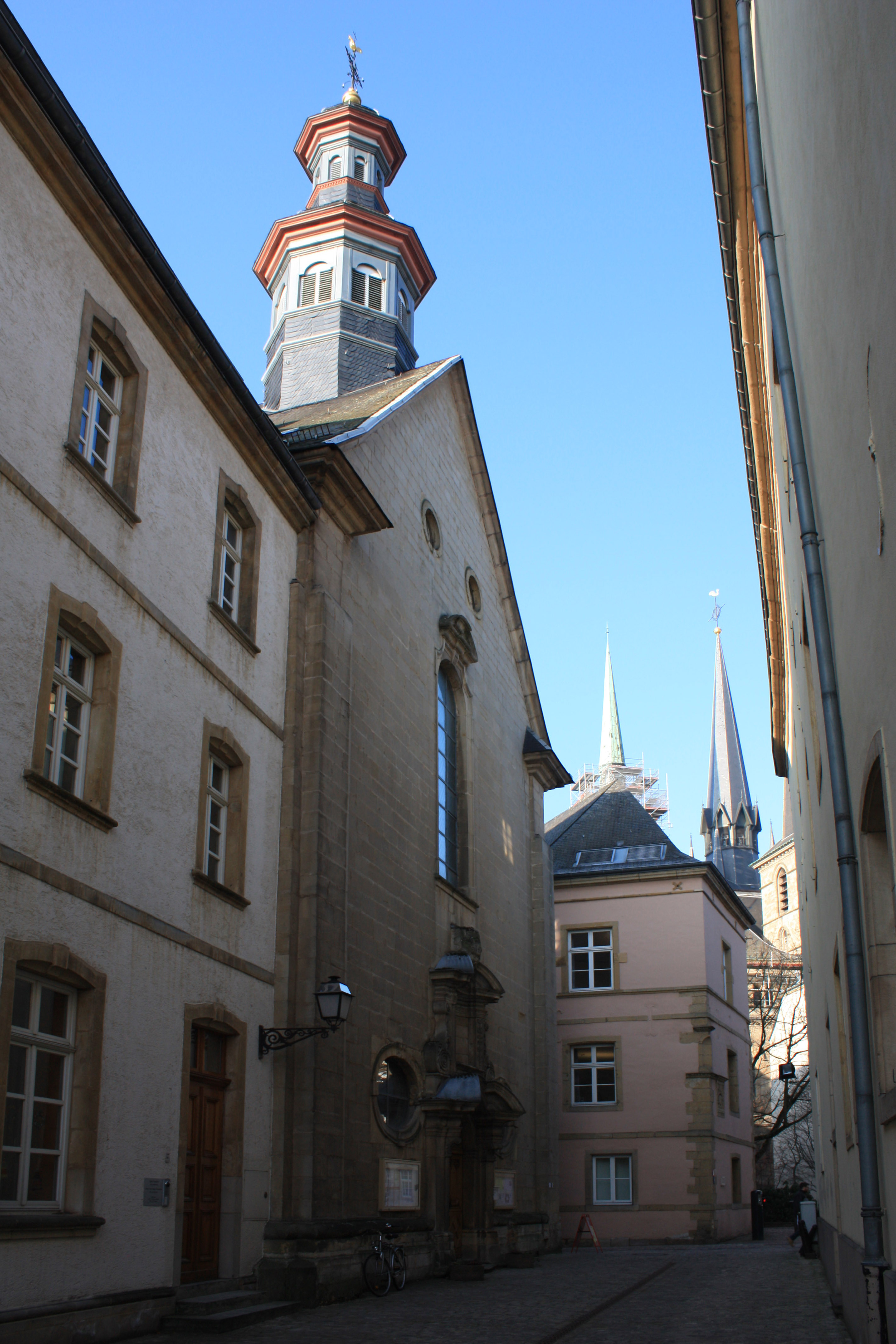
Dreifaltigkeitskirche

Die Dreifaltigkeitskirche in der Stadt Luxemburg wird seit 1817 für den evangelischen Gottesdienst genutzt.

## Geschichte
Eine erste Kapelle ließ 1333 Friedrich von Meysenburg an dieser Stelle bauen. 1628 kam die Kirche samt dem dazu gebauten Kloster in den Besitz der Augustiner-Chorfrauen B.M.V. Der Erzbischof von Trier ließ sie nach der Bombardierung durch die Truppen Ludwigs XIV. 1730 nach dem Vorbild der Trierer St. Paulin neu erbauen. Somit war die Dreifaltigkeitskirche das erste große Barockgebäude in der Stadt Luxemburg.
Nach dem Wiener Kongress ging die Kirche 1817 an die preußische Garnison, die dort evangelische Gottesdienste abhielt. 1890 übernahm die evangelische Dynastie Nassau-Weilburg den luxemburgischen Thron und die Dreifaltigkeitskirche wurde ihre Hofkirche. Großherzog Adolph I. gründete die unierte Evangelische Kirche des Großherzogtums durch Dekret 1894. Seither ist die Dreifaltigkeitskirche Predigtstätte dieser unierten Landeskirche.

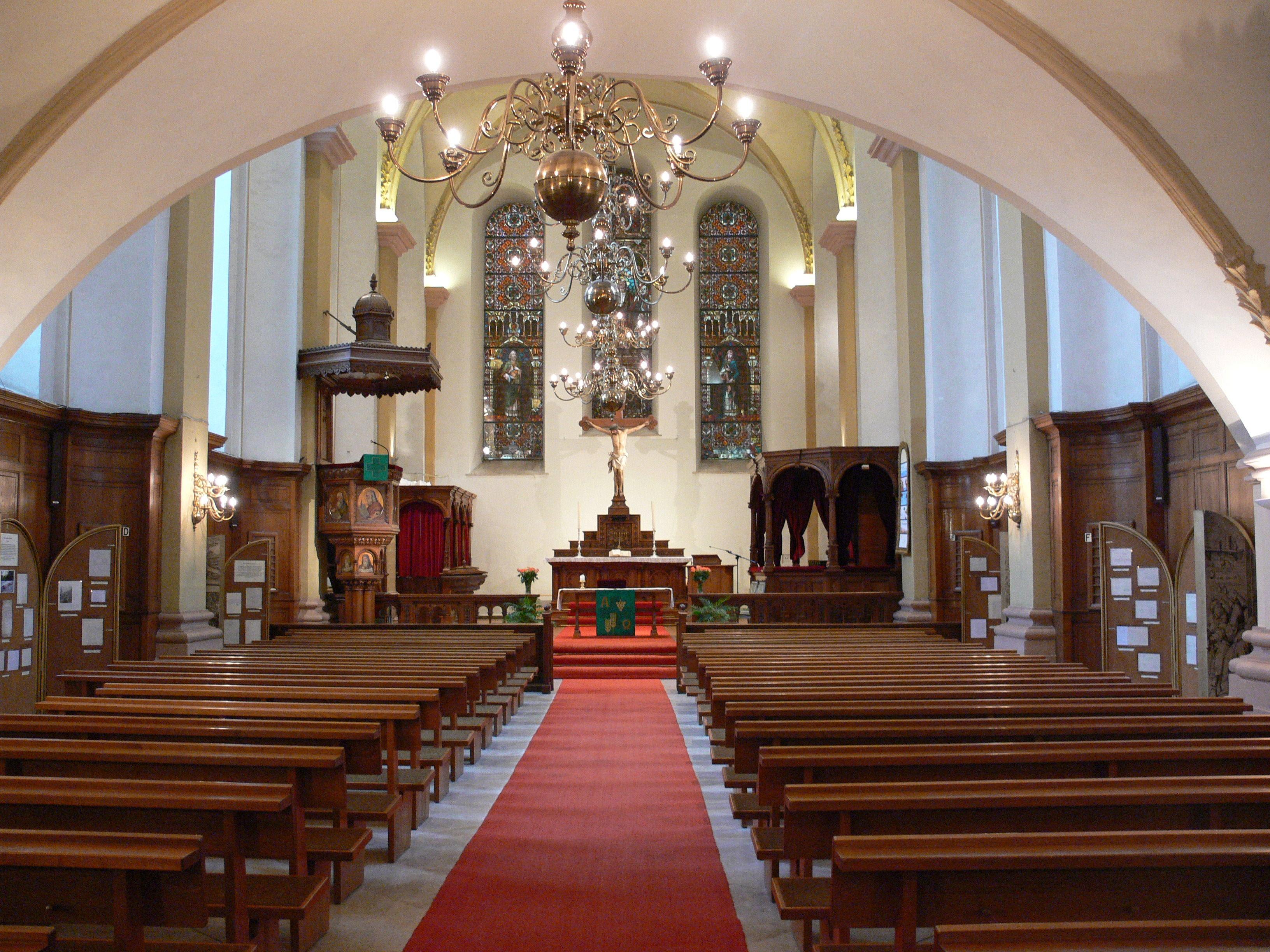
Innenraum
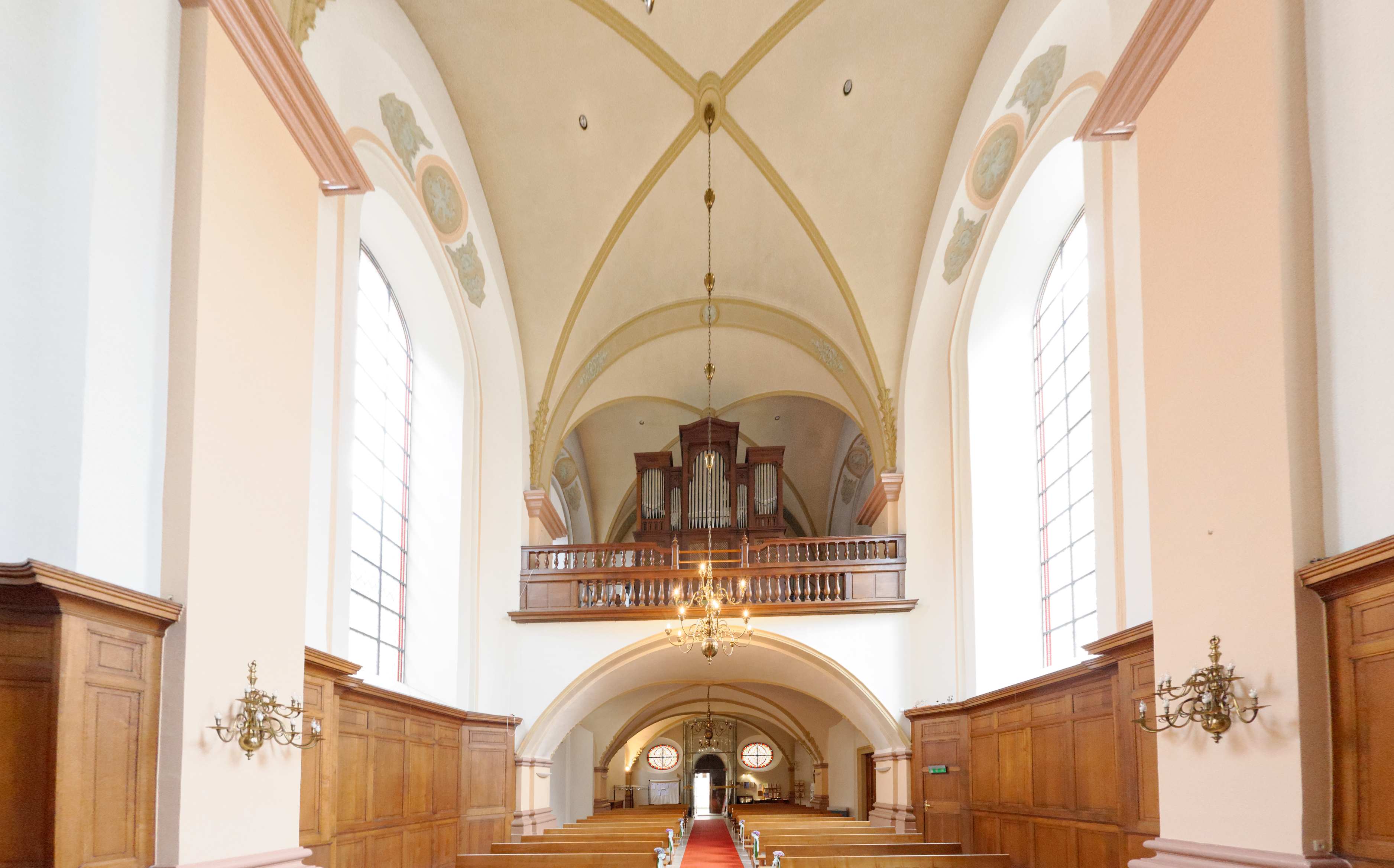
Rückseite mit Orgel
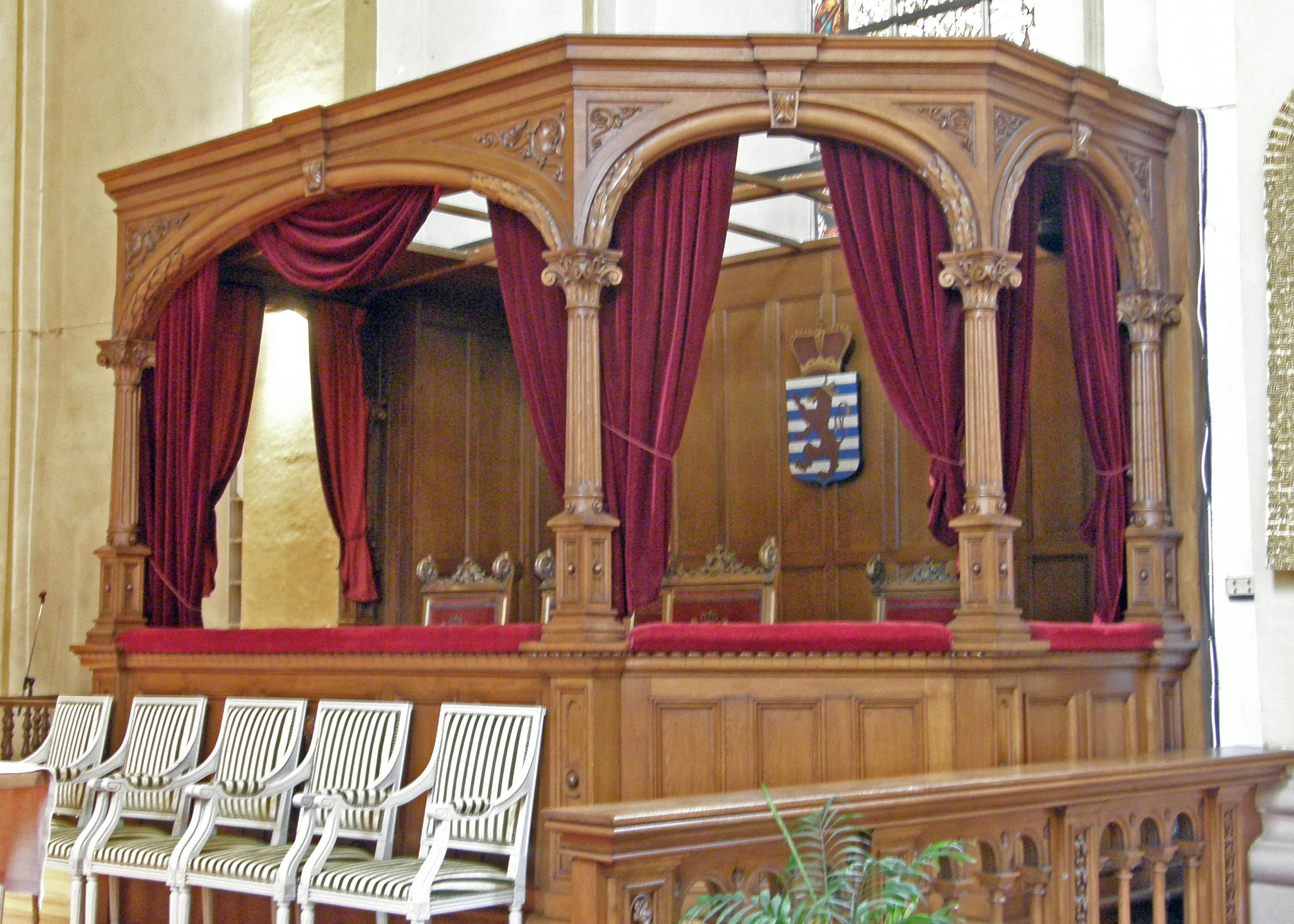
Königliche Loge

## Stumm-Orgel

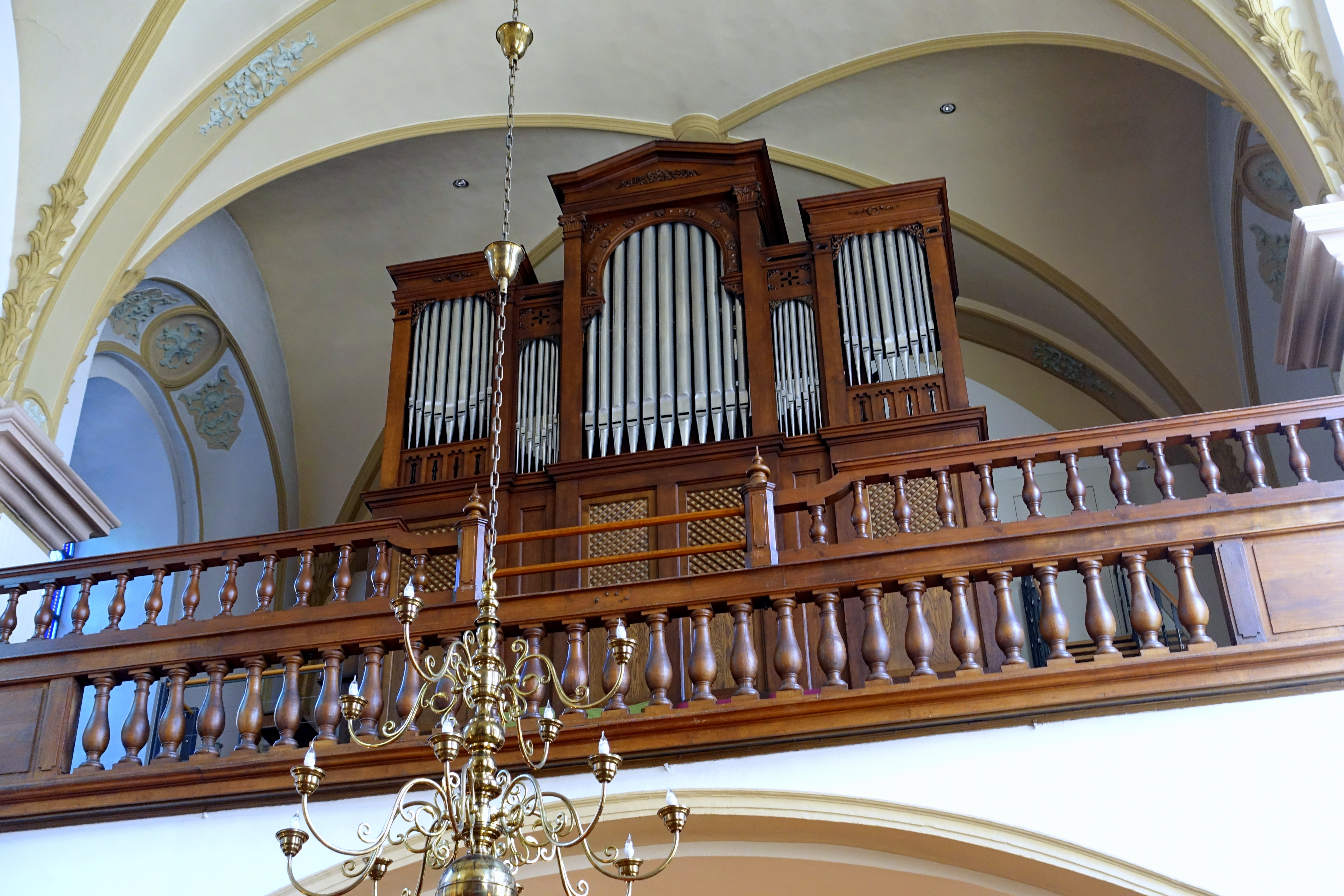
Blick zur Orgel

Die Orgel wurde 1877 von den Gebrüdern Stumm (Rhaunen-Sulzbach) mit 18 Registern auf zwei Manualen und Pedal erbaut, und später um eine Trompete im Unterwerk ergänzt. Im Laufe der Zeit wurde das Instrument mehrfach umgebaut (u. a. Umbau der Trakturen, Elektrifizierung) und wurde auch die Disposition verändert bzw. erweitert. In den Jahren 1998 bis 1999 wurde die Orgel von den Stumm-Nachfolgern Gebr. Oberlinger aus Windesheim umfassend restauriert, an ihren ursprünglichen Standort und weitestgehend in ihren ursprünglichen Zustand zurückversetzt. Das Schleifladen-Instrument hat heute 22 Register auf zwei Manualen und Pedal. Die Spiel- und Registertrakturen sind mechanisch.
| I Hauptwerk C–f3 |           |       |
| 1.               | Bourdon   | 16′   |
| 2.               | Principal | 8′    |
| 3.               | Flöte     | 8′    |
| 4.               | Gedackt   | 8′    |
| 5.               | Gamba     | 8′    |
| 6.               | Octave    | 4′    |
| 7.               | Flöte     | 4′    |
| 8.               | Octave    | 2′    |
| 9.               | Mixtur    | 2 ⁄3′ |

| II Unterpositiv C–f3 |                  |       |
| 10.                  | Geigenprincipal  | 8′    |
| 11.                  | Dolce            | 8′    |
| 12.                  | Lieblich Gedackt | 8′    |
| 13.                  | Salicional       | 4′    |
| 14.                  | Rohrflöte        | 4′    |
| 15.                  | Quinte           | 2 ⁄3′ |
| 16.                  | Octave           | 2′    |
| 17.                  | Trompete         | 8′    |

| Pedal C–d1 |               |     |
| 18.        | Violonbass    | 16′ |
| 19.        | Subbass       | 16′ |
| 20.        | Principalbass | 8′  |
| 21.        | Octavbass     | 4′  |
| 22.        | Posaunenbass  | 16′ |

- Koppeln: II/I, I/P, II/P
- Spielhilfen: Feste Kombinationen (forte, tutti)